# Sergius II.
Sergius II. (* um 790; † 27. Januar 847) war von 844 bis 847 der 102. Papst der katholischen Kirche.

## Leben

### Herkunft und kirchliche Laufbahn
Sergius stammte aus einer adligen Familie, aus der insgesamt drei Päpste hervorgingen. Er wurde in der schola cantorum erzogen und galt früh als wichtiger Mann innerhalb der Kirche. Unter Paschalis I. (817–824) wurde er zum Kardinalpriester der Santi Silvestro e Martino ai Monti ernannt, und sein Vorgänger Gregor IV. erhob ihn in den einflussreichen Rang eines Erzpriesters.

### Pontifikat
Nach Gregors Tod wurde Sergius bei einem Treffen der Kirchenoberen als Nachfolger bestimmt. Dagegen erhob sich jedoch ein Dekan namens Johannes, der mit einer breiten Volksmenge im Rücken ebenfalls um den Papstthron kämpfte und so im Januar 844 den Lateranpalast stürmte. Nach gewaltsamen Ausschreitungen wurde Johannes in ein Kloster verbannt, und Sergius konnte pünktlich sein Amt antreten.
Über Sergius’ Charakter gehen die Berichte auseinander: In verschiedenen Editionen des Liber Pontificalis wird er stark gegensätzlich beschrieben: In einer nur fragmentarisch erhaltenen Ausgabe wird behauptet, dass Sergius sich lieber fleischlichen Genüssen gewidmet und die Amtsgeschäfte seinem Bruder Benedikt überlassen habe. Außerdem soll er an einer schweren Gicht gelitten haben, die ihn körperlich und geistig einschränkte. In den anderen Ausgaben jedoch stehen die Überlieferungen in vollem Kontrast dazu. Die Wissenschaftler beziehen sich derzeit mehr auf jene Editionen, die ein positiveres Bild von Sergius zeichnen.
Bald nach seiner Ernennung geriet Sergius in Konflikt mit Kaiser Lothar I., der sich bei der Papstwahl übergangen fühlte und darum seinen Sohn Ludwig mit einer Armee nach Rom sandte. Sergius gelang es in letzter Minute, den Konflikt zu entschärfen und einen bewaffneten Kampf um Rom zu verhindern. Um den Frieden weiterhin zu sichern, krönte er Ludwig II. zum König und verlieh dem kaiserlichen Berater Drogo, dem Bischof von Metz, die päpstliche Gesandtenwürde für das Ost- und Westfrankenreich.
Noch kurz vor seinem Tod musste Sergius einen heftigen Angriff der Sarazenen auf Rom erleben; der alte Petersdom und die Kirche zu St. Paul wurden schwer beschädigt, und nur der erbitterte Widerstand der Anwohner hinderte die Angreifer daran, die Stadt selber zu verwüsten.
Sergius II. wurde nach seinem Tod im Petersdom beigesetzt.